# Знаменское-Садки
Зна́менское-Садки́ — бывшая подмосковная усадьба князей Трубецких. Расположена на территории Битцевского парка в районе Северное Бутово возле 36-го километра МКАД в Москве. В связи с аварийным состоянием большинства построек территория усадьбы закрыта для посещения.

## История

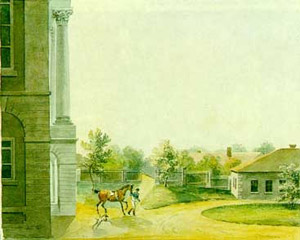
Знаменское-Садки 1820-е

### XVII век
Первый письменный источник, в котором упоминается деревня Садки, относится к 1617 году. Там сказано, что на правом берегу речки Обитца — современное название Битца — находится деревня Садки, другое её упоминаемое название — Верхово. Топоним Садки вероятнеё всего происходит от садков; достоверно известно, что местные жители занимались ловлей рыбы, которая в изобилии водилась в реке.
В писцовой книге 1627 года владельцами «деревни Садки с пустошью» указаны представители рода Ладыженских: воевода Иван Ладыженский и его сыновья Абросим и Евстратий. В 1631 году родовая вотчина перешла в собственность сыну Абросима Ладыженского — царскому стольнику Фёдору. Он в 1676 году продал землю Никите Семёновичу Урусову, троюродному брату царя Алексея Михайловича.
В 1687 году под руководством Никиты Урусова были воздвигнуты двухэтажный господский дом и церковь Знамения Богородицы, обе постройки были деревянными. По приказу московского патриарха Иоакима церковь освятили, и у деревни появился новый топоним — Знаменское, однако и название Садки сохранилось. Оба варианта употреблялись вместе и в скором времени местность приобрела наименование, сохранившееся до наших дней — Знаменское-Садки.

### XVIII век

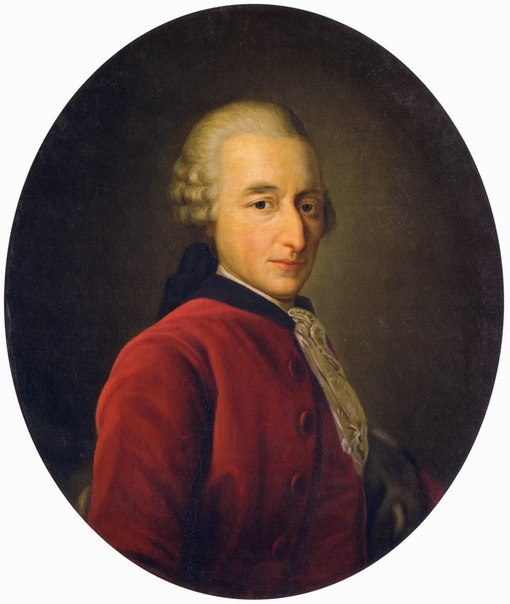
Дмитрий Трубецкой

Через пять лет после постройки церкви Урусов скончался, после раздела земель Знаменское перешло во владение его старшему сыну — Фёдору. В 1722 году владелицей вотчины стала жена Фёдора — Елена Урусова, а ещё через девять лет имение перешло племянникам Фёдора — Василию и Михаилу. Михаил вскоре умер, у имения остался единственный владелец. При Василии количество деревьев в Знаменском сильно уменьшилось, поскольку он продал их для создания Анненгофской рощи в Лефортово.
Василий Урусов стал последним хозяином Садков из рода Урусовых. В 1750 году усадьбу продали княжне Екатерине Трубецкой, дочери князя Ивана Трубецкого за 7 000 рублей. При ней в 1754—1756 годах старая одноглавая деревянная церковь была снесена, рядом построили новую в стиле елизаветинского барокко. Она представляла собой маленький каменный храм типа восьмерик на четверике с двумя объединёнными колокольнями над трапезной.
В 1766 году земли унаследовал двоюродный брат Екатерины — Дмитрий Трубецкой. Он значительно увеличил территорию поместья за счёт приобретения деревень Киово и Качалово, а после свадьбы с Варварой Одоевской к территории имения добавились деревни из её приданого: Гавриково, Шибарово и Язва.
Трубецкой сформировал новый усадебный ансамбль на приобретённой территории. Справа от церкви был построен двухэтажный главный дом с мезонином, подвалом и выступающим фронтоном, опирающимся на арочный портик, в стиле классицизма. Дом был возведён в северной части вотчины главным фасадом к прудам. Перед домом была сделана площадка для экипажей, а полукругом возле неё разместили небольшие дома с садами. Слева от церкви под был возведён большой оранжерейный комплекс, также в классицистическом стиле. Вокруг дома Трубецкой устраивает систему прудов и водоёмов, а также разбивает пейзажный парк.
В 1787 году Дмитрий Трубецкой принимал в недавно построенном господском доме вернувшуюся из таврического вояжа императрицу Екатерину II с внуками Александром и Константином. В честь этого события перед главным фасадом усадебного дома посадили три дуба, два из которых растут и в настоящее время.
По приглашению Трубецких в усадьбу наведывались: поэт и драматург Михаил Херасков, баснописец Иван Дмитриев, переводчик и философ Дмитрий Веневитинов.

### XIX век

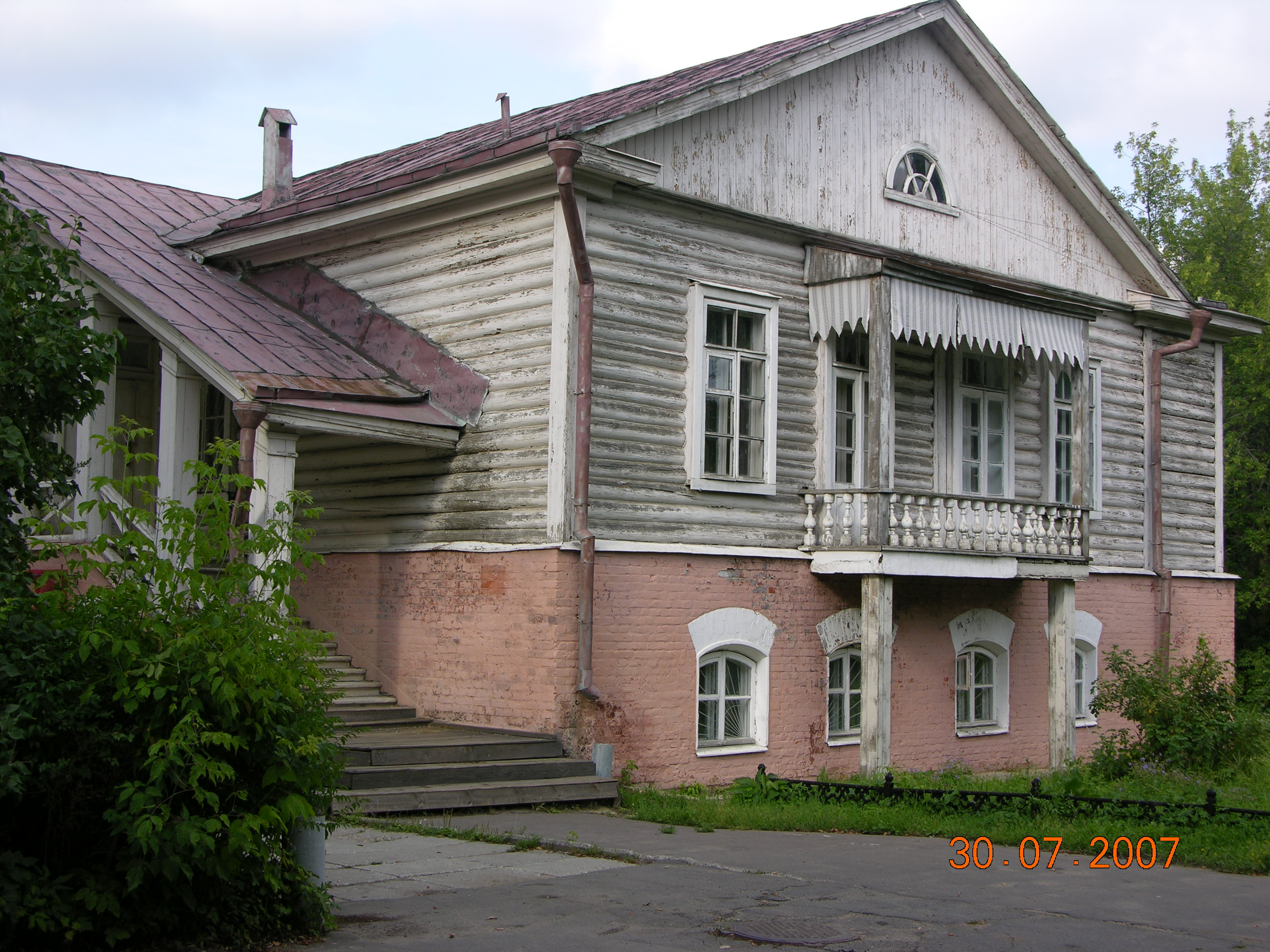
Один из флигелей усадьбы Знаменское-Садки, 2007

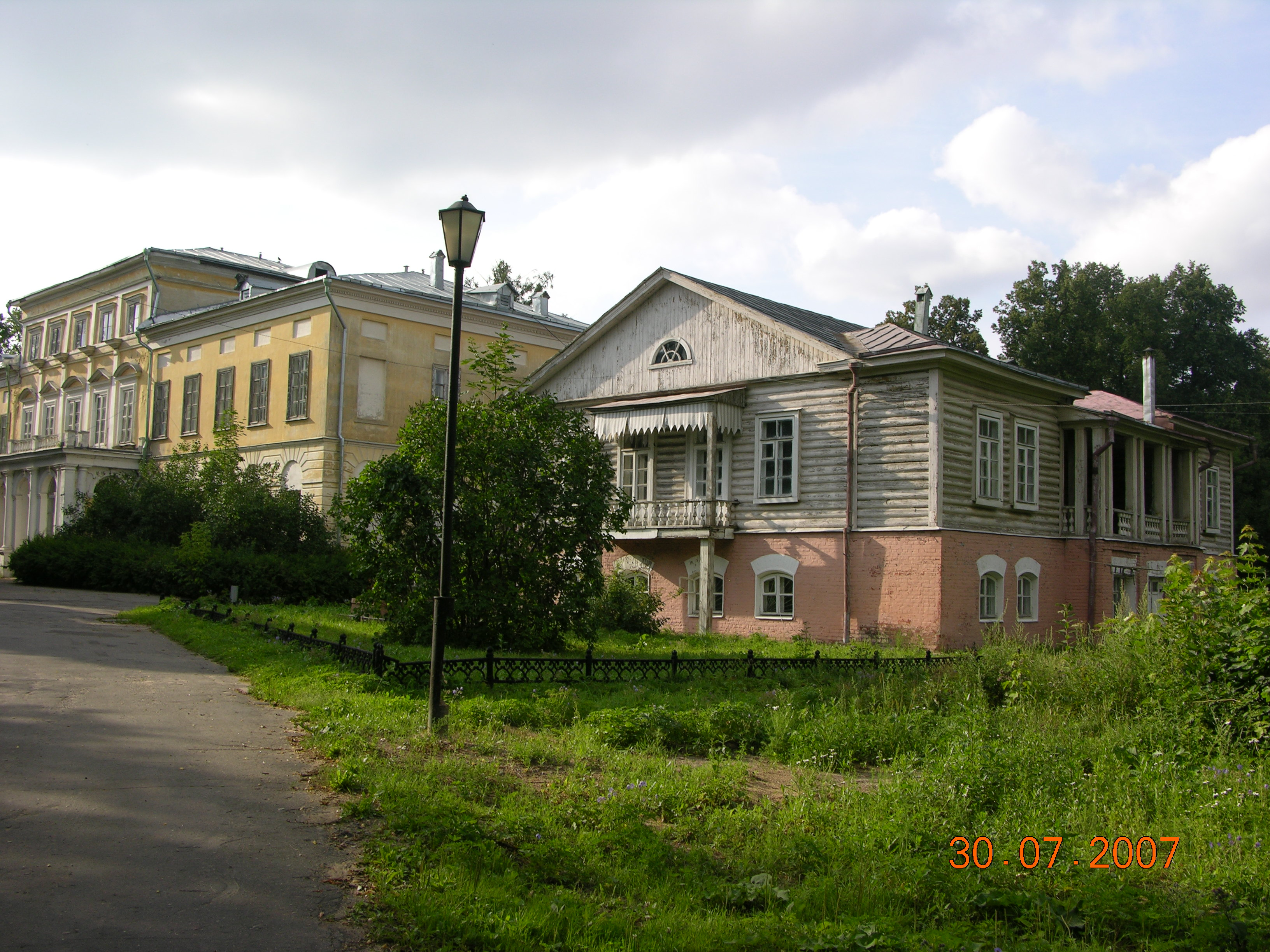
Вид на флигель и усадьбу, 2007

Дмитрий Трубецкой оставил имение в наследство своему единственному сыну — Ивану. На время его хозяйствования пришлась Отечественная война 1812 года, во время которой поместье пострадало от Наполеоновской армии: некоторые строения были сожжены, а имущество разграблено. В отличие от многих других помещиков, Иван Трубецкой так и не смог получить от московских властей денежную компенсацию на восстановление поместья. Московский предводитель дворянства Александр Арсеньев мотивировал отказ тем, что у князя Трубецкого и так значительное состояние и помимо Знаменского есть имения в Воронежской, Калужской, Курской, Орловской и Тульской губерниях.
В 1819 году в усадьбе произошла встреча композитора и пианиста Иосифа Геништы и русского историка и публициста Михаила Погодина. Погодин был приглашён в поместье в качестве учителя для детей Трубецких и провёл там девять лет. Некоторых обитателей усадьбы он изобразил в своей повести «Русая коса»: прототипом для графини О стала его ученица Александра Трубецкая, в образе Марии он описал свою будущую жену Елизавету Вагнер, а себя показал в образе Минского. Из дневников Погодина известно, что усадьбу посещали поэт и критик Пётр Вяземский, княгиня Мария Волконская и поэт Фёдор Тютчев. Также он описал приезд в усадьбу 9 июля 1822 года внучки князя Дмитрия — Марии Толстой вместе с мужем Николаем Толстым — родителей Льва Толстого.
В 1825 году Иван Трубецкой построил новый подъезд к усадьбе от Большой Серпуховской дороги. Аллея завершалась прямоугольной смотровой площадкой над обрывом, с которой открывался вид на усадебный парк.
После смерти Ивана Трубецкого в 1827 году имение перешло к его жене Екатерине Александровне, сестре сенатора Павла Мансурова. Она недолго оставалась хозяйкой и через четыре года после похорон мужа умерла, оставив имение в наследство младшему сыну — Николаю Трубецкому. Он провел благоустройство унаследованной территории: в господском доме фасады переделали в псевдоренессансном стиле, портик на южной стороне был убран и вместо него установлен балкон, были сделаны дополнительные входные проёмы. В результате этих переделок дом в значительной мере потерял свою классицистическую строгость. Вокруг дома дополнительно соорудили два двухэтажных флигеля и новую усадебную оранжерею. Помимо архитектурных изменений, Николай Трубецкой занимался и хозяйственной частью. При нём на территории поместья появились конный двор и молочная ферма.
В начале 1840-х годов Николай Трубецкой с женой уехали из России, в 1843 году Николай принял католицизм, что сделало невозможным его возвращение, их дочь Екатерина Орлова помогла распродать российские владения Трубецких, в том числе и Знаменское.
Таким образом Знаменское-Садки, более ста лет принадлежавшее роду Трубецких в 1865 году переходит во владение московскому вице-губернатору Ивану Павловичу Шаблыкину. В отличие от предыдущего владельца, Шаблыкина устраивало состояние поместья в том виде в котором оно было и он не занимался перестройкой. В 1876 году Шаблыкин за 30 тысяч рублей продал Знаменское издателю и публицисту Михаилу Каткову.
Новый владелец с энтузиазмом взялся за благоустройство новой территории. При нём был снова изменён интерьер господского дома, а в парке, который преимущественно состоял из лип, были посажены ели.
Михаил Катков умер в 1887 году прямо в господском доме усадьбы. Имение, как и прочее имущество, унаследовала его жена — Софья Шаликова, дочь знаменитого московского литератора Петра Шаликова. Спустя два года она передала имение в собственность своему старшему сыну Андрею Михайловичу Каткову. Он, в отличие от предшественников, не стремился менять интерьер усадьбы, а сосредоточил свои усилия на хозяйственной части. Он построил небольшую каменную прачечную рядом с Большим Знаменским прудом, приказал перегородить плотиной пруд и установить там динамо-машину для собственной небольшой электростанции, обслуживающей господский дом и оранжереи. На территории усадьбы появилась новая хозяйственная деятельность — суконное производство, для которой строится овчарня и завозятся тонкорунные овцы.

### XX век
А. М. Катков умер в декабре 1915 года, всего лишь на год пережив своих сыновей, Михаила и Андрея, погибших в одном из первых боев Первой мировой войны. Последней хозяйкой поместья стала вдова А. М. Каткова — Мария Владимировна, урожденная княжна Щербатова. После Октябрьской революции усадьба была национализирована, Мария Владимировна смогла забрать только личные вещи и фотографии. Господский дом перешёл к Московскому центральному рабочему кооперативу, а конный двор и молочная ферма — бывшим служащим, которые объединились в Знаменскую трудовую коммуну, но из животных ей достались только по две коровы и лошади, весь остальной скот был забран из Знаменского по решению Сухановского волостного совета.
Усадебная библиотека, в 15 тысяч томов была разделена и вывезена в Москву Наркомпросом.
Вся литература на иностранных языках была передана Российской государственной библиотеке, 5 399 книг ушли в Московский государственный книжный фонд для распределения по другим библиотекам. В усадьбе остались только классическая литература и беллетристика. В настоящее время ничего из тех книг в усадьбе нет и судьба их неизвестна.
Знаменская коммуна не просуществовала и года. В 1920-х годах в конном и скотных дворах разместили совхоз, а в усадебных строениях — детский дом. Церковь Знамения Богородицы была закрыта и поскольку её здание никак не было использовано, то в 1929 году её снесли. В 1922 году на территории усадьбы расположился Техникум лекарственных растений. Позднее он изменил профиль на семеноводство и был переименован в Битцевский сельскохозяйственный техникум селекции и семеноводства зерновых культур.
В 1959 году в границах бывшей дворянской усадьбы расположился Научно-исследовательский институт ветеринарной вирусологии и микробиологии. Через пять лет институт был переведён во Владимирскую область.
В 1967 году под руководством архитектора В. П. Беркута была проведена реставрация строений на территории института. Оставшиеся деревянные части бывшего господского дома на втором этаже были заменены каменными, частично была изменена внутренняя планировка дома, например, убрали комнату, в которой в 1887 году умер владелец усадьбы Михаил Катков. Фасады были восстановлены в стиле классицизма, но центральная часть дома осталась в том же виде, в котором она была со второй половнины XIX века, что придало зданию ещё большую эклектичность. Также была убрана ограда с воротами, находившаяся между главным домом и флигелем.
В 1972 году на территории Знаменского-Садков разместилась Центральная лаборатория охраны природы Министерства сельского хозяйства СССР, позже переименованная во Всесоюзный научно-исследовательский институт охраны природы и заповедного дела. В это время в здании усадьбы работал выдающийся деятель в области охраны природы Л.К. Шапошников, в память об этом на знании была установлена мемориальная доска. С 1993 года институт стал Всероссийским научно-исследовательским институтом охраны окружающей среды (ВНИИ).
В конце 1970-х годов совхоз передал ВНИИ конный и скотный дворы, предварительно демонтировав с них крыши. Институт не располагал средствами на строительство новой кровли, поэтому здания вскоре разрушились.
В 1974 году в северной части парка был установлен памятник в честь погибших во время Великой Отечественной войны студентов и преподавателей Битцевского сельскохозяйственного техникума.

### Состояние усадьбы
В 1990-е годы территорию усадьбы пытались привести в порядок. На север от бывшего конного двора был построен конноспортивный комплекс «Знаменское-Садки». Бывший скотный двор, кроме фасада восточного ризалита, был построен заново под спортивно-оздоровительный комплекс. При этом строение получило новую кровлю из мягкой черепицы, а также мансарды, которых у него никогда не было. При реставрационных работах был использован обычный, а не специальный реставрационный кирпич. По совокупности всех факторов ценность дворов как памятника архитектуры была практически полностью утрачена. На территории усадьбы началось строительство пансионата для Министерства сельского хозяйства, который является долгостроем уже 20 лет..
Из усадебного ансамбля лучше всего сохранились главный дом и флигель. В достаточно хорошем состоянии находится двухсветный двухъярусный зал, именуемый Розовым, или Марсовым — по живописному плафону, с изображением мчащегося на колеснице бога Марса. В колесницу впряжены два коня, но по воспоминаниям реставраторов был и третий, которого из-за протёков от крыши пришлось скрыть за облаком. Помимо Марсового в доме были ещё два зала, один из которых переделали под служебные цели ВНИИ охраны природы, а второй сиреневый — сохранился до настоящего времени. Из вещей сохранились напольные часы екатерининской эпохи и вазы Императорского фарфорового завода с вензелями Николая I, привезённые из других имений в советское время. В аварийном состоянии находятся вестибюль, главная лестница и два парадных зала бельэтажа.
Сохранилось каменное здание прачечной, расположенное возле Большого Знаменского пруда. Другие строения либо были уничтожены, либо разрушены до состояния, когда реставрация уже вряд ли возможна.
Все пруды, кроме Большого Знаменского, спущены, парк превратился в лес. Современные постройки на территории Знаменского-Садков не представляют архитектурной ценности, а доступ на территорию бывшей усадьбы охраняется и для посторонних закрыт.
На территории усадьбы находятся три памятника природы: Знаменский смешанный лес, Знаменский малый ельник и Знаменская суборь — строевой высокоствольный ельник и сосновый бор. Ранее в усадебном парке был ещё один памятник природы — изогнутая «лирообразная» сосна, символизирующая поколения Трубецких, но в 1985 года сотрудники НИИ охраны природы её спилили.

## Усадьба в искусстве
- В 1978 году на территории усадьбы проходили съёмки фильма «Мой ласковый и нежный зверь»[2].
- В 2005 году бывшее поместье послужило фоном для сериала «Доктор Живаго»[10].
- В 2014 году интерьер Марсового зала послужил декорацией для эпизода бала документальной драмы «Неизвестный Лермонтов»[11].
- Летом 2016 года в главном доме и на территории усадьбы проходили съёмки клипа Димы Билана «Монстры в твоей голове»[12].